# Laccophilus seminiger
Laccophilus seminiger is een keversoort uit de familie waterroofkevers (Dytiscidae). De wetenschappelijke naam van de soort is voor het eerst geldig gepubliceerd in 1883 door Fauvel.